# Artéria umbilical
A artéria umbilical é uma artéria par que é encontrada nas regiões pélvica e abdominal. No feto ela se estende para o cordão umbilical.